# Arthur Ostermann
Arthur Ostermann (* 1864; † 1941) war ein Ministerialrat im preußischen Ministerium für Volkswohlfahrt während der Zeit der Weimarer Republik und spielte eine zentrale Rolle in der deutschen Eugenikbewegung. Diese Rolle geht auf die zustimmende Position zur Eugenik zurück, welche das von der katholischen Zentrumspartei geführte preußische Wohlfahrtsministerium unter dem aus der christlichen Gewerkschaftsbewegung stammenden Ministern Adam Stegerwald und Heinrich Hirtsiefer einnahm und trug maßgeblich dazu bei, dass eugenische und rassenhygienische Vorstellungen, welche vor dem Ersten Weltkrieg nur von Randgruppen vertreten wurden, während der Weimarer Zeit zu einer einflussreichen etablierten Denkrichtung wurde. Bedeutender Grund hierfür war, dass in der Eugenik eine Lösung für die extremen Kosten gesehen wurde, welche den  Weimarer Sozialstaat besonders zur Zeit der Weltwirtschaftskrise zu erdrücken schienen.